# Enyonga
Enyonga est une bourgade de la province de l'Ogooué-Maritime, en République gabonaise.

## Généralités

### Structuration urbaine
La bourgarde est subdivisée en deux parties distinctes : le quartier d'Iguézet et l'île d'Enyonga qui a donné son nom à l'ensemble.
L'École primaire d'Enyonga, dans le quartier d'Iguezet, a pour devise : Le Gabon de demain se prépare aussi à Enyonga !

### Peuplement
Le quartier d'Enyonga est principalement habité par les descendants de Rogoula Wora, fondateur, à la fin du XIXe siècle, du village d'Enyonga, qui impulsa le développement de la localité à son retour d'un long voyage en Angleterre.
Principalement habité par l'ethnie Nkomi dite de l'Ogooué, la population masculine est active dans la pêche, la fabrication des pirogues et autres ustensiles de cuisine en bois d'okoumé, tandis que les femmes travaillent dans le secteur de l'agriculture, de la fabrication du manioc, de l'huile d'amande de noix de palme et assurent l'exportation des feuilles de manioc vers Port-Gentil.

### Position géographique
À mi-chemin entre la capitale provinciale de l'Ogooué-Maritime, Port-Gentil et la capitale provinciale du Moyen-Ogooué, Lambaréné, Enyonga est située sur la berge droite du fleuve Ogooué. Pour y accéder, la voie fluviale, au départ de Lambaréné ou de Port-Gentil, est préférable à l'hélicoptère, fort coûteux.
La position géographique d'Enyonga lui vaut le titre de Premier port de l'Ogooué et sa configuration, celle de Cité Unie d'Enyonga.
La qualité des pamplemousses d'Enyonga est légendaire dans la contrée.

## Personnalités liées à la ville
- Yvette Ngwevilo Rekangalt, femme politique, y est née.